# Naja samarensis
Espèce
Synonymes
- Naja tripudians var. samarensis Peters, 1861

Statut de conservation UICN

 LC  : Préoccupation mineure
Statut CITES
Naja samarensis ou cobra de Samar est une espèce de cobra cracheur de la famille des Elapidae.

## Répartition

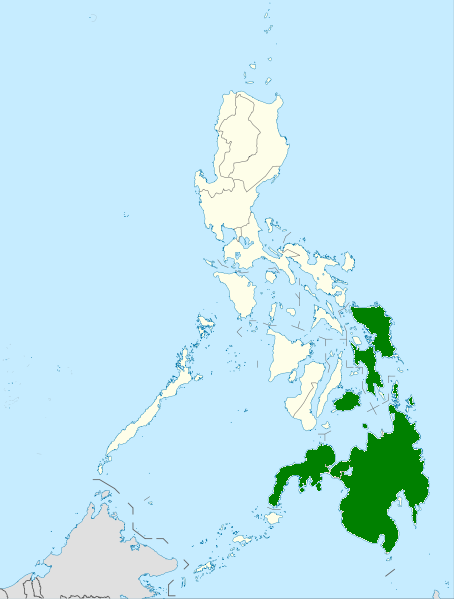
Répartition

Cette espèce est endémique des Philippines. Elle se rencontre sur Mindanao, sur Samar, sur Leyte, sur Bohol et sur Camiguin.

## Étymologie
Son nom d'espèce, composé de samar et du suffixe latin -ensis, « qui vit dans, qui habite », lui a été donné en référence au lieu de sa découverte, Loquilocun sur l'île de Samar.

## Publication originale
- Peters, 1861 : Eine zweite Übersicht (vergl. Monatsberichte 1859 p. 269) der von Hrn. F. Jagor auf Malacca, Java, Borneo und den Philippinen gesammelten und dem Kgl. zoologischen Museum übersandten Schlangen. Monatsberichte der Königlichen Preussischen Akademie der Wissenschaften zu Berlin, vol. 1862, p. 683-691 (texte intégral).